# Messier 73
Messier 73 (M73 ili NGC 6994) je mala uočljiva nakupina zvijezda 10 i 12 magnitude. M73 je kontrovezan objekt jer se ne radi o fizički povezanim zvijezdama. M73 smjestio se u zapadnom dijelu Vodenjaka, oko 1.5° od M72. 
Nakupinu je otkrio Charles Messier 4. listopada 1780. godine. Messier je nakupinu opisao kao "skup od tri ili četiri male zvijezde koji podsjeća na maglicu pri prvom pogledu, sadrži vrlo malo maglice u sebi, skup je smješten na istoj deklinaciji kao i M72 i njegov položaj je određen od iste zvijezde".

## Svojstva
Nakupina zvijezda se nalazi na udaljenosti od 2,500 ly, promjera je 2.8' i sadrži žute i narančaste zvijezde. Nije poznato dali su zvijezde fizički povezane ili se radi o slučajnosti. Dok se prividno kretanje i udaljenost tih zvijezda ne prouči bolje, status ovog objekta će biti upitan.

## Amaterska promatranja
M73 moguće je lako uočiti već 100 mm teleskopom. Ne predstavlja posebno zanimljiv objekt, a veći teleskopi ne otkrivaju dodatne detalje.